# Saturnia vidua
Saturnia vidua är en fjärilsart som beskrevs av Schultze 1915. Saturnia vidua ingår i släktet Saturnia och familjen påfågelsspinnare. Inga underarter finns listade.